# Col de Solaison
Le col de Solaison ou plateau de Solaison est un col de France situé en Haute-Savoie, dans le massif des Bornes, à une altitude de 1 497 mètres.

## Géographie

### Situation et topographie

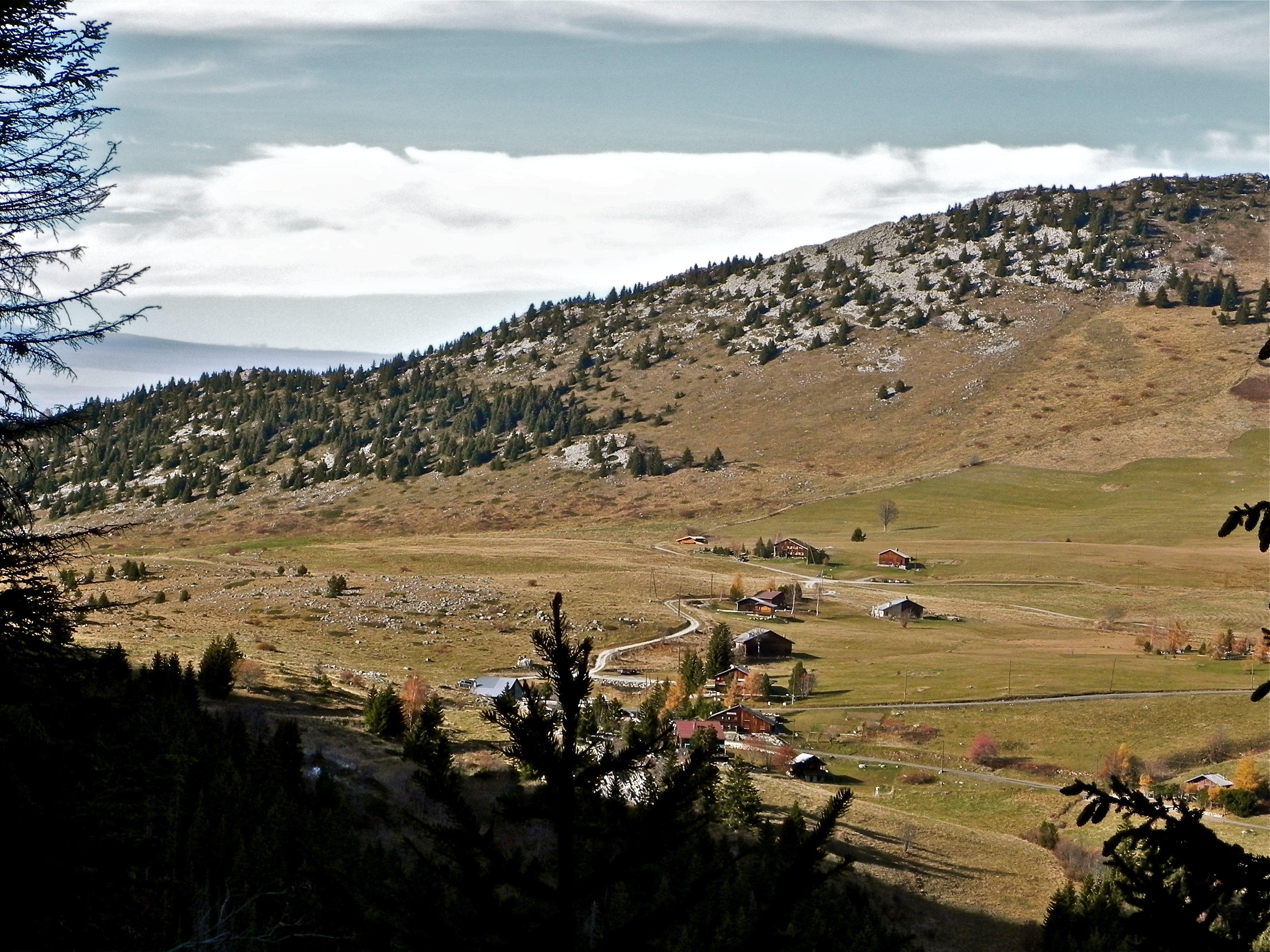
Vue du col de Solaison depuis le sud-est au pied des rochers de Leschaux.

Le col de Solaison se trouve entre la pointe d'Andey au nord-nord-ouest et les rochers de Leschaux au sud, sur le territoire de la commune de Brizon dont le chef-lieu se trouve au nord-est. Il domine, de ses pâturages et de ses nombreux chalets, les gorges du Bronze au nord-est et la cluse du Borne au sud-ouest. Le col topographique s'élève à 1 497 mètres d'altitude au sud du hameau de Solaison, au pied des rochers de Leschaux ; une doline d'une vingtaine de mètres de profondeur s'étend juste à l'ouest du col et atteint une altitude de 1 479 mètres en son point le plus bas. Le col routier où se trouvent les panneaux indiquant le col s'élève à 1 507 mètres d'altitude et se trouve à 400 mètres au nord-ouest du col topographique, de l'autre côté d'une butte peu marquée s'élevant à 1 512 mètres d'altitude, à l'ouest du hameau de Solaison, au pied de la pointe d'Andey.

### Climat
Dans la nuit du 3 au 4 janvier 2025, une température de −33,1 °C est relevée dans une doline du plateau par une station météorologique du réseau Météo-Villes créé par Guillaume Séchet — météorologue et présentateur météo français. Alors que des températures de l'ordre de −10 °C et −13 °C sont relevées par Météo-France la même nuit respectivement sur le plateau à 1 500 mètres d'altitude et à l'aiguille du Midi à 3 845 mètres d'altitude, ce contraste entre les valeurs s'explique par un phénomène de trou à froid. Au cours de la même nuit, il est relevé par le réseau Météo-Villes des valeurs extrêmes similaires dans le massif du Jura avec −33,9 °C à Mignovillard en France ou encore −31,1 °C à La Brévine en Suisse, toujours grâce au phénomène du trou à froid. Obtenue selon un protocole non vérifié, cette température de −33,1 °C au col de Solaison n'est par conséquent pas reconnue de manière officielle par Météo-France.

### Géologie
Le plateau est notable du point de vue géologique par ses affleurements de gault fossilifère[réf. nécessaire] et par les vestiges de l'ancien glacier de l'Arve qui diffluait par le col du nord-est vers le sud-ouest au cours de certains stades glaciaires.

## Activités

### Domaine skiable et gestion
Le domaine nordique permet la pratique du ski de fond et de la raquette à neige.

### Randonnées
En dehors des chalets d'alpage, le plateau propose un gîte de 36 places.
Il est le point de départ de nombreuses balades et permet de nombreuses activités sportives : escalade, spéléologie, parapente.
Parmi les balades :
- les rochers de Leschaux (1 936 m) ;
- l'altisurface du col de Cenise (1 724 m) ;
- la pointe d'Andey (1 877 m) ;
- le lac de Lessy (1 730 m) ;
- le pic de Jallouvre (2 408 m) ;
- la pointe Blanche (2 438 m).

### Cyclisme
Le col de Solaison a servi d'arrivée à la 4e étape du tour de l'Avenir 2014, longue de 165 km. C’est le Kazakh Ilya Davidenok qui remporta cette étape. L'ascension avait été classée en première catégorie. 
Il a servi également d'arrivée sur le critérium du Dauphiné, cette fois-ci classé hors-catégorie. 
| Année | Étape | Ville-départ de l’étape | Distance | Vainqueur de l’étape | Maillot jaune à l’issue de l’étape |
| ----- | ----- | ----------------------- | -------- | -------------------- | ---------------------------------- |
| 2022  | 8     | Saint-Alban-Leysse      | 138,8 km | Jonas Vingegaard     | Primož Roglič                      |
| 2017  | 8     | Albertville             | 115 km   | Jakob Fuglsang       | Jakob Fuglsang                     |